# Esclavitud en la Europa medieval

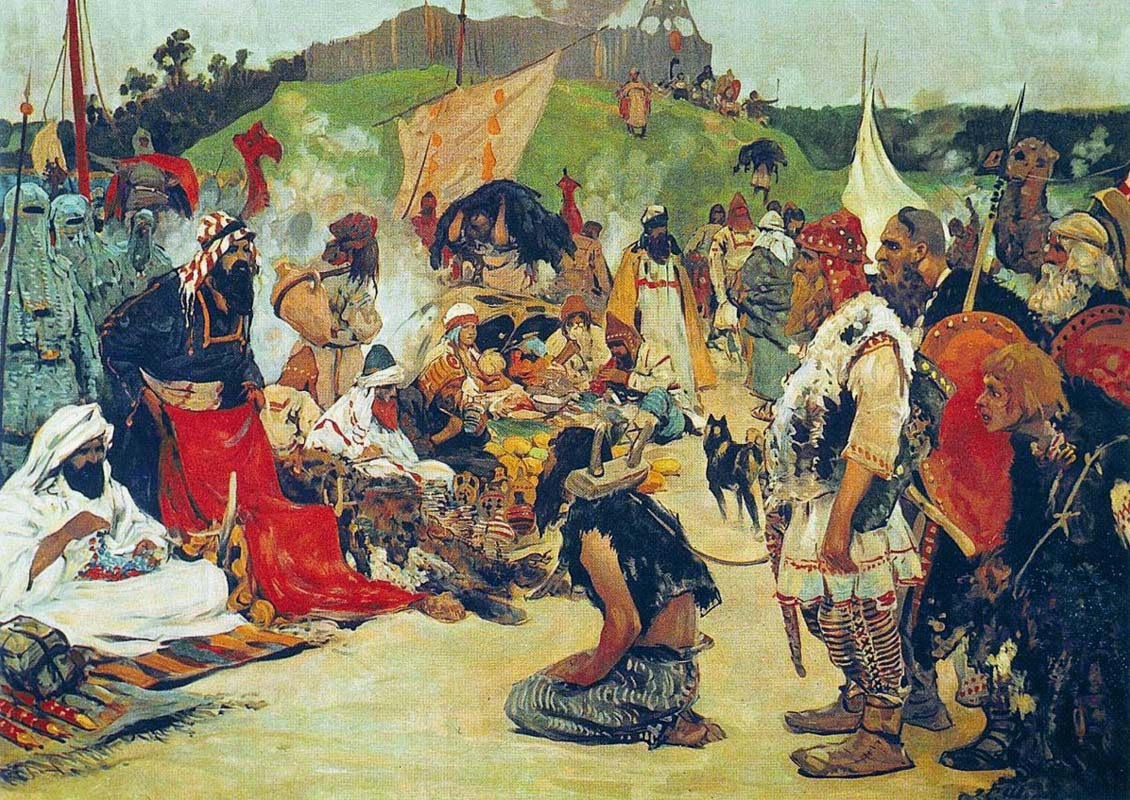
Tráfico de esclavos en el campamento de los eslavos orientales, pintura de Serguéi Ivanov.

La esclavitud  en el Europa medieval había terminado prácticamente en el año 1000, sustituida por la servidumbre. Las reglas de la iglesia suprimieron la esclavización para los cristianos. La mayoría de los historiadores argumentan que el cambio fue bastante brusco cerca del año 1000, pero algunos describen una transición gradual desde el año 300 hasta el año 1000.
Permaneció la esclavitud más tiempo en Inglaterra y en los ámbitos relacionados con el mundo islámico, como Turquía en el Oriente europeo y como Al-Ándalus en Iberia, puesto que era la principal fuente de mano de obra para los musulmanes.
Las principales lenguas europeas, utilizan variaciones de la palabra «esclavo» con referencia a los trabajadores eslavos de Bizancio.

## Inicio de la Edad Media

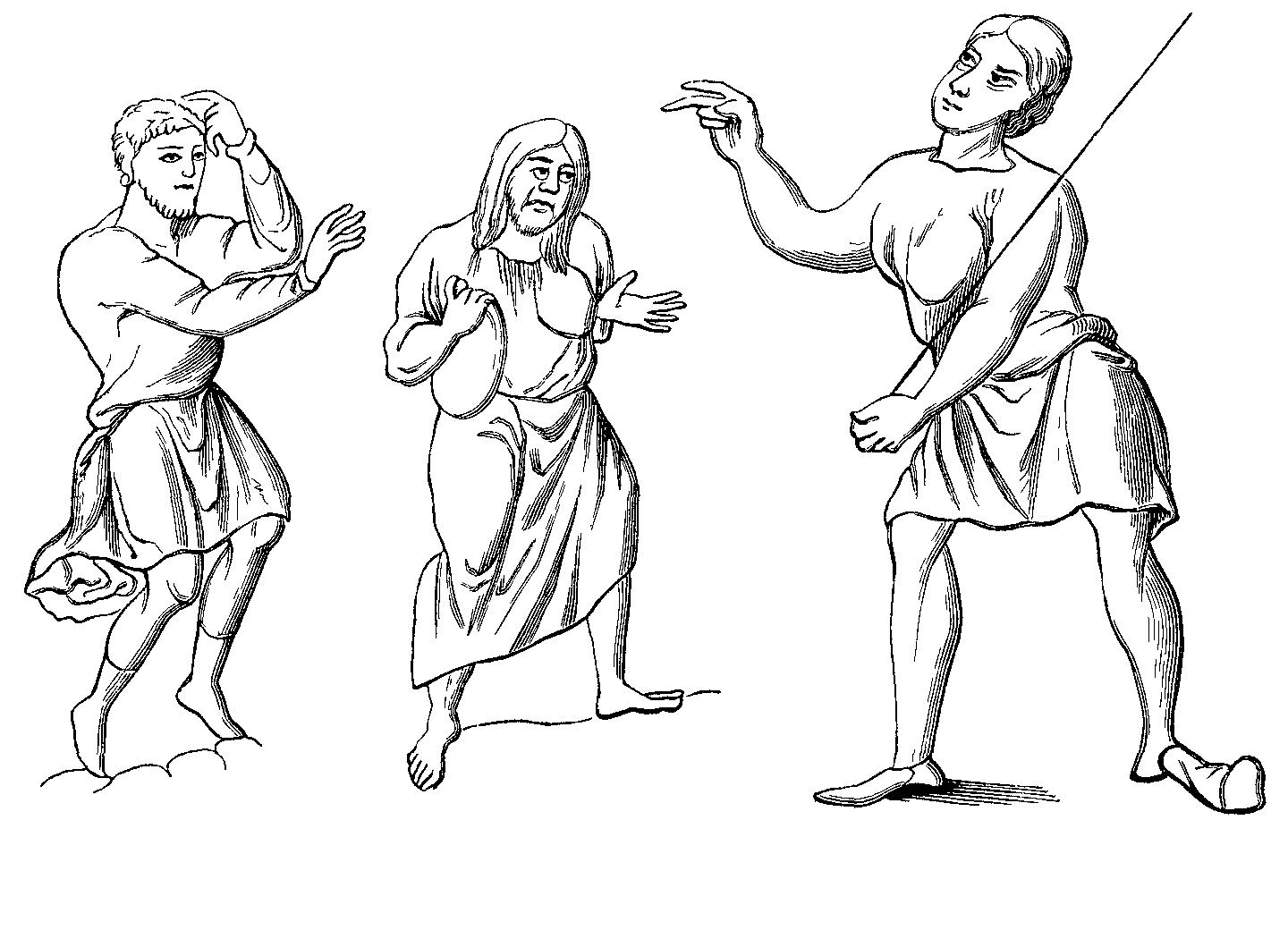
Vestidos de esclavos o siervos, de los siglos VI al XII, recogidos por H. de Vielcastel, en documentos originales de las grandes bibliotecas de Europa.

El caos que siguió a las invasiones bárbaras del imperio Romano hizo la toma de esclavos habituales en toda Europa en la Edad Media. Las prácticas romanas continuaron en muchas áreas y las leyes germánicas incluyeron disposiciones relativas a la esclavización de los criminales, como cuando el Código de Recesvinto prescribió la esclavitud para aquellos que no podían pagar la sanción por su delito, y también como castigo por otros crímenes.  Estos delincuentes se convertirían en esclavos de sus víctimas, a menudo con la pérdida de sus bienes.
A medida que estos pueblos fueron cristianizados, la iglesia trabajó activamente para reducir la práctica de mantener los religiosos en cautiverio. Patricio de Irlanda, que él mismo fue capturado y esclavizado, protestó, en su carta a los soldados de Ceretic Guletic o Coroticus, contra un ataque que esclavizó a los recién bautizados cristianos. Parte de la carta dirigida por Patricio a Ceretic Guletic dice:

Soldados a quien ya no llamo mis ciudadanos amigos, o ciudadanos de los santos Romanos, sino ciudadanos amigos de los diablos, en consecuencia de sus malas acciones; que viven en muerte, después del rito hostil de los bárbaros; socios de los escotos y de los pictos apóstatas; deseoso de saciarse con la sangre de cristianos inocentes, multitudes de quien he engendrado en Dios y confirmado en Cristo."
En la carta Patricio anuncia que ha excomulgado a los hombres de Coroticus. La identificación de Coroticus con Ceretic Guletic está basada en gran parte en una glosa del siglo VIII a la carta de Patricio.

La restauración del orden y el poder creciente de la iglesia transmutaron lentamente el sistema de esclavos romanos de Diocleciano en la servidumbre. Otro factor importante fue el ascenso de Batilda de Ascania, reina de los francos, que había sido esclavizada antes de casarse con Clodoveo II. Cuando se convirtió en regente, su gobierno proscribió el comercio de esclavos cristianos de todo el imperio merovingio.
Cerca del 10% de la población de Inglaterra, registrados en el Libro Domesday (1086) eran esclavos,  aunque la servidumbre por deudas y la esclavitud de los cristianos ingleses fueron discontinuados después de la conquista normanda de Inglaterra del 1066. Es difícil estar seguro sobre el número de esclavos, ya que la antigua palabra romana para esclavo (servus) continuó estando aplicándose a personas con un estado que más tarde se llamaría siervo.

### Tráfico de esclavos
La demanda del mundo islámico dominó el comercio de esclavos en la Europa medieval. Durante la mayor parte de las veces, la venta de esclavos cristianos a no-cristianos estuvo prohibida. Al Pactum Lotharii del 840 entre la república de Venecia y el imperio carolingio, Venecia prometió no comprar esclavos cristianos al imperio, y no vender esclavos cristianos a musulmanes. La Iglesia prohibió la exportación de esclavos cristianos en tierras no cristianas, por ejemplo, en el Concilio de Coblenza del año 922, en el Concilio de Londres 1102 y en el Concilio de Armagh de 1171.
Como resultado, la mayoría de los comerciantes de esclavos cristianos se centraron en mover a los esclavos en áreas no cristianas en la España musulmana, África del Norte y Oriente Medio, incluso los comerciantes no cristianos, aunque que no estaban obligados por las reglas de la Iglesia, se centraron en mercados musulmanes. Los dirhams de plata árabes, presumiblemente intercambiados por esclavos, son abundantes en la Europa del este y sur de Suecia, indicando las rutas comerciales del territorio musulmán.

### Comerciantes italianos
Por el reinado del papa Zacarías (741-752), Venecia había establecido un próspero comercio de esclavos, la compra en Italia, entre otros lugares, y la venta a los árabes del Norte de África -Zacaries según los informes prohibió este tipo tráfico fuera de Roma-. Cuando se prohibió la venta de los cristianos a los musulmanes (pactum Lotharii), los venecianos comenzaron a vender eslavos y otros esclavos no cristianos de Europa del Este en gran número. Caravanas de esclavos viajaban de Europa del Este, a través de los pasos alpinos de Austria, para llegar a Venecia. Un documento de los peajes pagados a Raffelstetten (903-906), cerca de St. Florian del Danubio, describe este tipo de comerciantes. Algunos de ellos eran también eslavos, de Bohemia y la Rusia de Kiev. Habían venido de Kiev a través de Przemyśl, Cracovia, Praga y Bohemia. El mismo documento registra a las esclavas en un tremís -alrededor de 1,5 gramos de oro o 1/3 de dinar- y los esclavos varones, que eran más numerosos, en una saiga -que es mucho menos-. Los eunucos eran especialmente valiosos, y las «casas de castración» surgieron en Venecia, así como en otros mercados prominentes de esclavos, para satisfacer esta demanda.
Venecia estaba lejos de ser el único centro de comercio de esclavos en Italia. Sur de Italia se jactó de esclavos procedentes de regiones distantes, incluyendo Lombardía, Grecia, Bulgaria, Armenia y regiones eslavas. Durante los siglos IX y X, Amalfi fue un importante exportador de esclavos del África del Norte.  Génova, junto con Venecia, dominaba el comercio al Mediterráneo oriental a comienzos del siglo XII, y el Mar Negro en el siglo XIII. Venían eslavos bálticos y esclavos, así como georgianos, turcos y otros grupos étnicos del Mar Negro y el Cáucaso, a los países musulmanes de Oriente Medio. Génova logró principalmente el tráfico de esclavos de Crimea a los mamelucos de Egipto hasta el siglo XIII, cuando se aumentó el control de Venecia sobre el Mediterráneo oriental y consiguió dominar este mercado. Entre 1414 y 1423, se vendieron unos 10.000 esclavos en Venecia.

### Comerciantes judíos
Los documentos de los comerciantes de esclavos judíos datan al menos del año 492, cuando el papa Gelasio I les permitió importar esclavos no cristianos a Italia, a petición de un amigo judío.
 A finales del siglo VI y principios del VII, los judíos se habían convertido en los principales comerciantes de esclavos en Italia, estaban también activos en territorios gaélicos. El papa Gregorio Magno emitió una prohibición para los judíos que poseían esclavos cristianos, para evitar que los esclavos se convirtieran al judaísmo. En los siglos IX y X, los comerciantes judíos, a veces llamados radhanitas, eran una fuerza importante en el comercio de esclavos en todo el continente.
Fueron uno de los pocos grupos que podían moverse y comerciar entre el mundo cristiano y el islamita. El geógrafo Ibn Khordadbeh observó y registró las rutas de los comerciantes judíos en su Libro de Rutas y Reinos del sur de Francia en España, llevando -entre otras cosas- esclavas, esclavos eunucos y jóvenes esclavos. También señala que los judíos compraban esclavos eslavos en Praga. Las cartas de Agobardo, arzobispo de Lyon (816-840), los actos de emperador Luis el Piadoso, y el LXXV Concilio de Meaux del año 845 confirma la existencia de una ruta utilizada por los comerciantes judíos con los esclavos eslavos a través de los Alpes hacia Lyon, al sur de Francia y en España. Los registros de peaje de Walenstadt del 842 y del 843, indican otra ruta comercial, a través de Suiza, por los pasos de Septimer y Splügen, a Venecia, y desde allí hasta el norte de África.
Mientras los gobernantes alemanes de las dinastías sajonas se hicieron cargo de la esclavitud y la trata de los eslavos en el siglo X, los comerciantes judíos, compraron esclavos en Elba, enviando caravanas por el valle del Rin. Muchos de estos fueron llevados a Verdun, que tenía estrechas relaciones comerciales con España. Otros fueron castrados y se vendieron como eunucos también. Los judíos, más tarde, llegaron a ser muy influyentes en el comercio europeo de esclavos logrando su punto máximo entre los siglos XVI al XIX.

### Iberia
Un mercado preparado, especialmente para hombres en edad de combatir, podría encontrarse en al-Ándalus, con su necesidad de suministros de nuevos mamelucos. La España musulmana importó un gran número de esclavos, además de servir como un punto de parada para los musulmanes y los comerciantes judíos para los esclavos del mercado para el resto del mundo islámico. 

Al-Hákam I fue el primer monarca de esta familia que rodeó su trono con cierto esplendor y magnificencia. Aumentó el número de mamelucos (soldados esclavos) hasta que ascendieron a 5,000 caballos y 1,000 pies. ... aumentó el número de sus esclavos, eunucos y sirvientes; tenía un guardaespaldas de caballería siempre apostado en la puerta de su palacio y rodeaba a su persona con una guardia de mamelucos ... estos mamelucos se llamaban Al-l; Iaras (la Guardia) debido a que todos eran cristianos o extranjeros. Ocuparon dos grandes barracones, con establos para sus caballos.

Durante el reinado de Abderramán III (912-961), había en Córdoba, capital del califato omeya al principio 3.750, a continuación, 6.087, y finalmente 13.750 Saqaliba, o esclavos eslavos. Ibn Hawqal, Zakariya al-Qazwini y el obispo Liutprando de Cremona explicaron que los comerciantes judíos de Verdun se especializaron en esclavos castrados, para ser vendidos como «Saqaliba eunucos», populares en el Ándalus.

### Vikingos
Durante la época de los vikingos (793- c. 1100), los nórdicos asaltantes a menudo capturaban y esclavizaban militarmente a los pueblos más débiles que se encontraban. Los países nórdicos nombraron a sus esclavos, en nórdico antiguo : «Þræll».  Los esclavos eran, en su mayoría, de Europa occidental, entre ellos muchos francos, anglosajones y celtas. Muchos esclavos irlandeses viajaron en expediciones para la colonización de Islandia. Las redadas en monasterios siempre eran una fuente de esclavos, jóvenes educados que podrían venderse en Venecia o Bizancio por altos precios. Centros comerciales escandinavos se extendían hacia el este de Hedeby a Dinamarca y Birka a Suecia o Staraia Ládoga -cerca del lago Ládoga- al norte de Rusia antes de finales del siglo VIII.  El efecto de las razias fue tan intenso que la composición genética de Escandinavia se vio alterada por el ingreso de esclavos, especialmente entre 750 y 1100. La huella genética proviene principalmente de esclavas extranjeras, quienes tuvieron descendencia, y no de esclavos varones, a quienes no se les permitió procrear. No obstante, la población de ascendencia esclava y extranjera no prosperó por los motivos que fuere, encontrándose en el siglo XXI muy mermado el rastro de su descendencia.
Este tráfico continuó en el siglo IX cuando los escandinavos fundaron más centros comerciales en Kaupanger al suroeste de Noruega y Novgorod, más al sur de Staraia Ládoga y Kiev, y todavía más al sur y más cerca de Bizancio. Dublín y otros asentamientos vikingos del noroeste de Europa se establecieron como vías de acceso a través de las que se negociaban los cautivos hacia el norte. En la saga de Laxdœla, por ejemplo, un comerciante ruso asiste a una feria en las islas Brenn a Suecia vendiendo esclavas del noroeste de Europa.
Los nórdicos también cautivaron esclavos alemanes, bálticos, eslavos y latinos. Ahmad ibn Rustah, el viajero persa del siglo X, describió como los vikingos suecos, varegos, aterrorizaban y esclavizaban a los eslavos prisioneros en sus incursiones a lo largo del río Volga. Los esclavos fueron vendidos en el sur, los compradores bizantinos o musulmanes, a través de vías como la ruta comercial del Volga. Ahmad ibn Fadlan de Bagdad documenta otro extremo de esta ruta comercial, es decir, de los vikingos del Volga donde se vendían esclavos eslavos a los comerciantes de Oriente Medio. Finlandia demostró ser otra fuente para batidas de esclavos de vikingos. Los esclavos procedentes de Finlandia y los estados del Báltico se negociaron para el centro del Asia.

### Mongoles
Las invasiones y conquistas de los mongoles del siglo XIII añaden una nueva fuerza en el comercio de esclavos. Los mongoles esclavizaron hombres, mujeres y niños y los llevaron a Karakorum o Sarai, desde donde fueron vendidos a toda Eurasia. Muchos de estos esclavos fueron enviados al mercado de esclavos en Novgorod.
Los comerciantes genoveses y venecianos en Crimea estuvieron involucrados en el tráfico de esclavos con la Horda de Oro. En el año 1441, Hacı I Giray declaró la independencia de la Horda de Oro y estableció el Kanato de Crimea. Durante mucho tiempo, hasta principios del siglo XVIII, el kanato mantuvo un comercio de esclavos masivo con el imperio Otomano y Oriente Medio. En un proceso llamado «recolección de la estepa», esclavizaron muchos campesinos eslavos.

### Islas británicas
Durante el dominio anglosajón que terminó con la invasión francesa de 1066, los esclavos podían constituir una forma de moneda interna o transfronteriza.  Eran una mercancía comúnmente negociada, comparable con el ganado.  La posesión de esclavos era comparable a la de los animales: legalmente se les podía marcar con herrado caliente, castrar, mutilar, y eutanizar por apedreo a los varones o por incineración a las hembras.  Funcionalmente podían ser, por ejemplo, labradores, cocineros, tejedores, o curas.  Es posible que la mayoría hayan sido mujeres, haciendo de lecheras de vacas, sirvientas, o de concubinas.  Cronistas contemporáneos aseguran que en los mercados de esclavos de Bristol, los comerciantes fornicaban a las esclavas antes de venderlas, y relatan como alguna esclavista —la mujer del conde Godwin, en la primera mitad del s. XI— exportaba esclavas a Dinamarca, donde la juventud y hermosura de las inglesas incrementaba su precio.
Guillermo el Conquistador francés prohibió la exportación de esclavos nativos de Inglaterra, lo que limitó la participación de la nación en el comercio de esclavos.

### Cristianos con esclavos musulmanes
Aunque el flujo principal de esclavos fue hacia los países musulmanes, los cristianos adquirieron también esclavos musulmanes; al sur de Francia, en el siglo XIII «la esclavización de los cautivos musulmanes seguía siendo bastante común».  Existen documentos, por ejemplo, de las esclavas sarracenas que se vendían en Marsella en 1248, una fecha que coincidió con la caída de Sevilla y sus alrededores, en incursiones de cruzados cristianos, un evento duradero, en el que un gran número de mujeres musulmanas de esta zona, fueron esclavizadas como botín de guerra, así ha quedado registrado en alguna poesía árabe, sobre todo por el poeta Abu-l-Baqa ar-Rund, que fue contemporáneo de estos eventos.
Los cristianos también vendieron musulmanes esclavos capturados en la guerra. La Orden de los Caballeros de Malta atacó los piratas y los barcos musulmanes, y su pasaje se convirtió en un centro de comercio de esclavos, con la venta de los norteafricanos y turcos capturados. Malta continuó siendo un mercado de esclavos hasta bien entrado el siglo XVIII. Se exigió a un millar de esclavos que sirvieran en las galeras de la Orden.

## Esclavitud en la ley

### Derecho secular

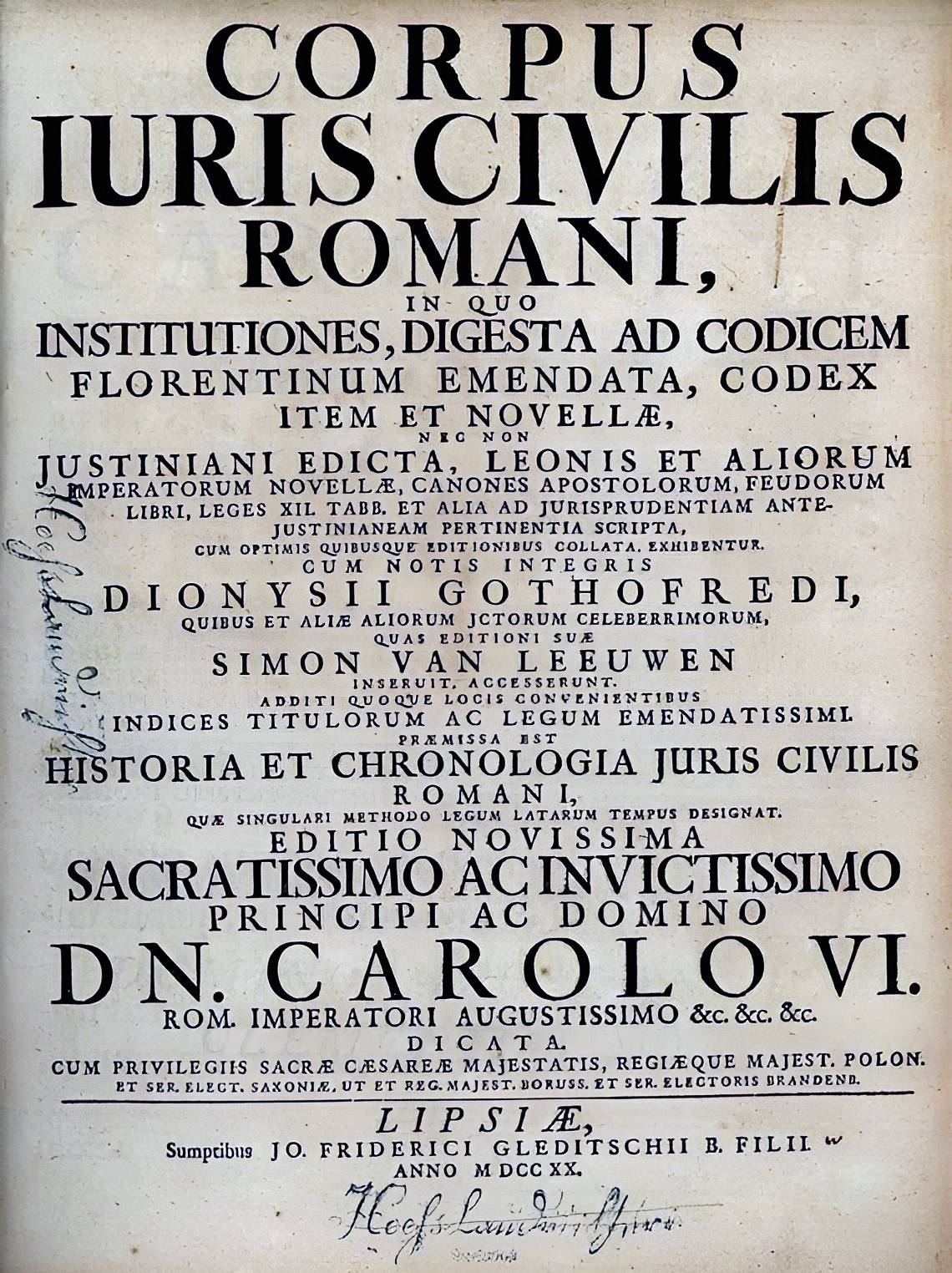
La recopilación realizada por Justiniano I en el fue la fuente de estudio del derecho romano en la Europa medieval.

La esclavitud fue fuertemente regulada en el derecho romano, que fue reorganizado en el Imperio bizantino por Justiniano I como el Corpus Iuris Civilis. Aunque el Corpus se perdió durante siglos en Occidente, fue redescubierto en los siglos XI y XII, y condujo a la fundación de las escuelas de derecho en Italia y Francia. De acuerdo con el Corpus, el estado natural de la humanidad es la libertad, pero el «derecho de naciones» puede reemplazar la ley natural y reducir a unas ciertas personas a la esclavitud. La definición básica de esclavo en el derecho romano-bizantino fue:
- cualquier persona cuya madre fuera una esclava
- cualquiera que haya sido capturado en una batalla
- cualquiera que se haya vendido para pagar una deuda

Era posible llegar a ser un hombre libre o un ciudadano de pleno derecho; el Corpus, al igual que el derecho romano, tenía reglas extensas y complicadas para la manumisión de esclavos.
El comercio de esclavos en Inglaterra fue abolido oficialmente el 1102.  En Polonia la esclavitud estaba prohibida en el siglo XV y fue sustituida por la servidumbre. En Lituania, la esclavitud fue suprimida formalmente en 1588.

### Derecho canónico
Los canónicos medievales llegaron a la conclusión de que la esclavitud era contraria al espíritu del cristianismo, y en el siglo XI, cuando casi toda Europa había sido cristianizada, las leyes de la esclavitud en los códigos de derecho civil quedaron anticuadas e inaplicables. Hubo una serie de zonas en las que vivían los cristianos con los no cristianos, como al-Ándalus y Sicilia, los estados cruzados, y en las áreas todavía paganas del noreste de Europa; por tanto, el derecho canónico permitió a los cristianos a mantener a los esclavos no cristianos, siempre que estos esclavos fueran tratados con humanidad y fueran liberados si escogieran convertirse al cristianismo. De hecho, hubo una justificación legal explícita para la esclavización de los musulmanes, que se encuentra en el Decreto de Graciano y más tarde fue ampliado por el jurista del siglo XIV, Oldradus de Ponte: la Biblia dice que Agar, la esclava de Abraham, fue golpeada y expulsada por Sara, la esposa de Abraham. Una leyenda popular medieval sostuvo que los musulmanes eran los descendientes de Agar, mientras que los cristianos descendían de la unión legítima de Abraham y Sara. Por tanto, se permitió que los cristianos pudieran esclavizar a los musulmanes. El Decretum, como el Corpus, definió un esclavo como cualquier persona de madre esclava. Los cánones se preocupaban de la esclavitud solamente en contextos eclesiásticos: los esclavos no se les permitía casarse ni ser ordenados clérigos.

## Esclavitud en el Imperio bizantino

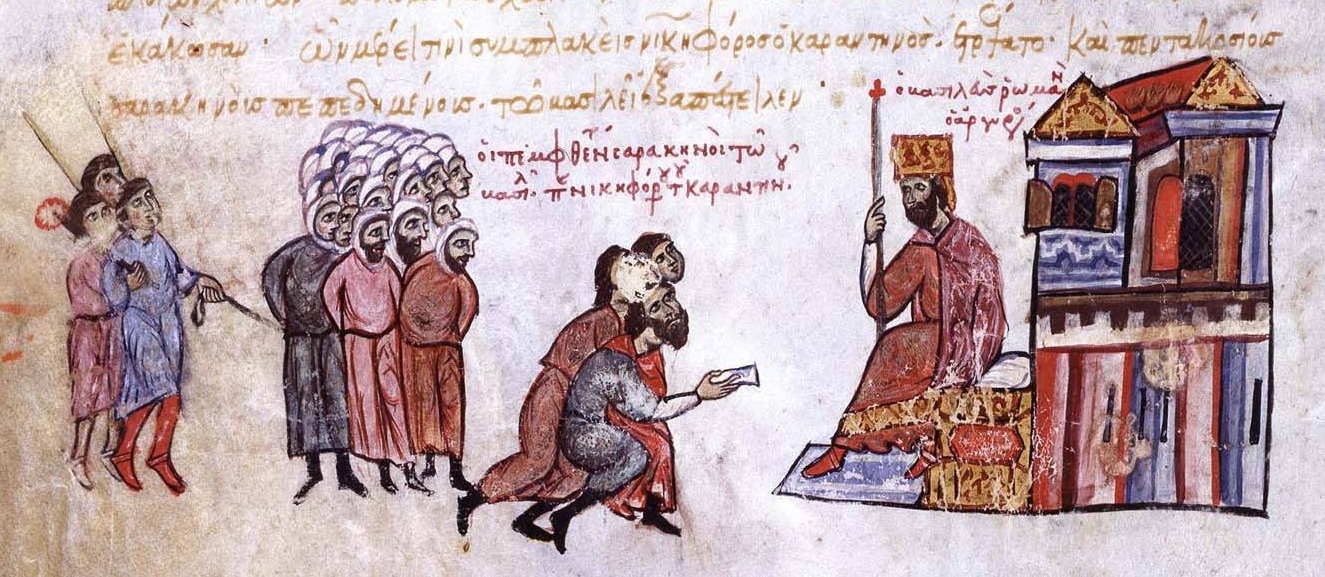
Cautivos árabes ante el emperador bizantino Romano III.

La esclavitud en el Imperio bizantino fue extendida y común en toda su historia. Una fuente principal de los esclavos fueron los prisioneros de guerra. El Skylitzes Matritensis menciona que tras la batalla de Adrassos muchos prisioneros de guerra fueron enviados a Constantinopla. Eran tan numerosos que llenaban todas las mansiones y las regiones rurales.

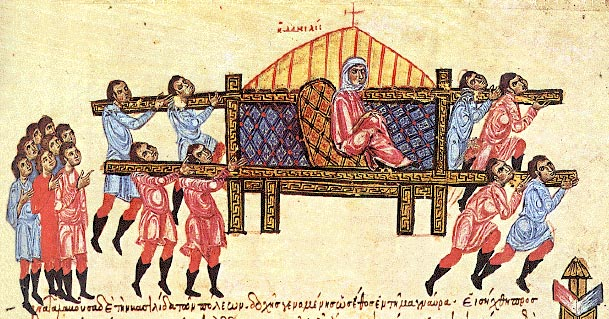
Danielis siendo cargada por sus esclavos a Constantinopla. Miniatura de la crónica de Ioannis Skylitzes, mediados del. Biblioteca Nacional de España, Madrid.

La mayoría de los criados en las grandes casas bizantinas eran esclavos. Una viuda rica nombrada Danielis de Patras, en el siglo IX hizo un regalo de 3.000 esclavos al emperador Basilio I.
Después del siglo X la principal fuente de esclavos procedían de las campañas de los Balcanes y las tierras del norte de la Mar Negro. El mercado de esclavos de Constantinopla se encontraba en el valle de las Lamentaciones. En ciertos momentos el precio de un niño de 10 años de edad fue de diez monedas de nomisma, un castrado de la misma edad costaba treinta; un adulto de sexo masculino veinte y un adulto eunuco cincuenta.

## Esclavitud en los estados cruzados
En el Reino de Jerusalén, fundado en 1099, tras la conquista de Jerusalén en la Primera Cruzada. como máximo había unos 120.000 francos gobernando a más de 350.000 musulmanes, judíos y cristianos orientales nativos. Después de la invasión y la conquista inicial, a veces acompañada de masacres o expulsiones de judíos y musulmanes, hubo una pacífica coexistencia entre los seguidores de las tres religiones. Los estados cruzados heredaron muchos esclavos. Además, a esto se agregaron algunos musulmanes prisioneros de guerra. La ciudad más grande del reino, Acre, Tenía un gran mercado de esclavos; sin embargo, la gran mayoría de musulmanes y judíos permanecieron libres. Las leyes de Jerusalén declararon que los antiguos esclavos musulmanes, si se convertían al cristianismo, debían ser liberados.
El Concilio de Nablus en el año 1120, prohibió las relaciones sexuales entre los cruzados y sus esclavas:  si un hombre violaba a su propio esclavo, sería castrado, pero si violaba al esclavo de otra persona, además de castrarlo lo exiliarían del reino.  Benjamin Z. Kedar argumentó que los cánones del Concilio de Nablus regían en el siglo XII, pero cayeron en desuso en el siglo XIII. Marwan Nader lo cuestiona y sugiere que los cánones pueden no haber sido aplicados en todo el reino y ni en cada momento.

## Esclavitud en la Iberia musulmana
La península ibérica medieval fue escenario casi constante de guerra entre musulmanes y cristianos -aunque no siempre con motivo religioso-. Razias periódicas fueron enviadas desde al-Ándalus para saquear los reinos ibéricos cristianos, trayendo de vuelta el botín de guerra y prisioneros.  Por ejemplo, desde Tortosa los moros enviaban expediciones esclavistas a los cristianos condados de la Marca Hispánica; una incursión en Lisboa en 1189 el califa almohade Yaqub al-Mansur tomó tres mil cautivos entre mujeres y niños, y su gobernador de Córdoba tomó otros tres mil esclavos cristianos en un ataque posterior en 1191 contra Silves; en una ofensiva por Alfonso VIII de Castilla en 1182 logró llevarse más de dos mil esclavos musulmanes.

### Manumisión musulmana
Los esclavos individuales de los musulmanes podían, con el tiempo, alcanzar una cierta situación que les permitía liberarse. Sin embargo, el trato de los esclavos difería con cada propietario, a pesar de que algunas leyes protegían a los esclavos. Por ejemplo, el Corán postuló que los esclavos deberían ser tratados bien, como lo hizo un Hadith atribuido a Muhammad. Los contratos de manumisión musulmanes (mukataba) nos presentan una situación poco envidiable. El esclavo manumitido (mukatab) estaba obligado no sólo a pagar una cantidad convenida para acceder a su emancipación, sino también a ofrecer una serie de regalos a su antiguo amo durante todo el tiempo que durara su rescate. Tales regalos consistían en un carnero vivo y hermoso, que sea blanco, astado, entero o castrado, con dentadura completa, recio de hechuras, lanudo, gordo y de ojos negros”, el día de la fiesta de los sacrificios (Id al-adha) y otro tanto el día de la fiesta de ruptura del ayuno (Id al-Fitr) al finalizar el mes de ramadán. Asimismo, el dueño podía imponer sobre su antiguo esclavo prestaciones de servicios, en cuyo caso el contrato debía introducir una cláusula en la que se explicitara que el manumitido deberá servirle todos los años durante un mes, invirtiéndolo en su negocio, en tal asunto, o cuidando sus campos.

## Esclavitud en la Iberia cristiana

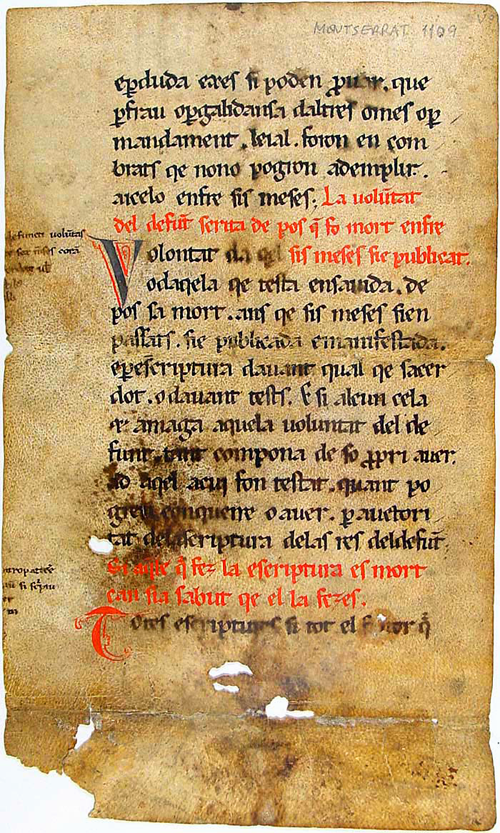
Liber Iudiciorum visigótico.

Contrariamente a las suposiciones de historiadores como Marc Bloch, la esclavitud prosperó como una institución en la cristiandad medieval de Iberia. La esclavitud existía en la región bajo el dominio de los romanos, y continuó bajo los visigodos. A partir del siglo V hasta comienzos del siglo VIII, una gran parte de la península ibérica fue gobernada por reinos cristianos visigóticos, los gobernantes de los cuales trabajaron para codificar la esclavitud humana. En el siglo VII, el rey Chindasvinto emitió el Código de Recesvinto o Liber Iudiciorum, en el que posteriormente reyes visigóticos añadieron una nueva legislación. Aunque el reino visigodo se derrumbó a comienzos del siglo VIII, partes del Código visigótico se mantuvieron en algunos lados de España en los siglos siguientes. El Código, con su atención pronunciada y frecuente a la situación legal de los esclavos, revela la continuación de la esclavitud como una institución en la España post romana. El Código regulaba las condiciones sociales, la conducta y los castigos de esclavos en la España medieval. Se prohibió el matrimonio de esclavos y personas libres o liberadas. El libro III, título II, iii —«Cuando una mujer libre se casa con el esclavo de otro o un hombre nacido libre con la esclava de otro»— estipula que si una mujer libre se casa con el esclavo de otra persona y si la mujer se niega a dejar el esclavo, entonces ella se convierte en propiedad del dueño del esclavo. Del mismo modo, los hijos nacidos de la pareja seguirían la condición del padre y serían esclavos.
A diferencia del derecho romano, en el que únicamente los esclavos eran susceptibles de castigos corporales, bajo la ley visigótica, las personas de cualquier condición social estaban sujetas a castigos corporales. El castigo físico, por regla general, golpes, administrado a los esclavos fue consistentemente más duro que los administrados a personas liberadas o libres. Los esclavos también podían ser obligados a declarar bajo tortura. Podían ser torturados para revelar el adulterio de sus dueños, y era ilegal liberar un esclavo por lo que él o ella podían revelar bajo tortura. La mayor responsabilidad de los esclavos ante el castigo físico y tortura judicial, sugiere su condición social inferior a los ojos de los legisladores visigóticos.
La esclavitud se mantuvo persistente en la Iberia cristiana tras la conquista omeya de Hispania en el siglo VIII, y los códigos de leyes visigóticas continuaron controlando la propiedad de esclavos. Como señala William Phillips, la península ibérica medieval no debe ser considerada como una sociedad de esclavos, sino como una sociedad que poseía esclavos. Los esclavos representaban un porcentaje relativamente pequeño de la población, y no constituían una parte importante de la mano de obra. Por otra parte, mientras que la existencia de la esclavitud continuó desde el periodo anterior, el uso de esclavos en la cristiandad post visigótica difiere de los primeros períodos. Ian Wood ha sugerido que, bajo los visigodos, la mayoría de la población esclava vivía y trabajaba en fincas rurales.
Después de las invasiones musulmanas, los propietarios de esclavos -especialmente en los reinos de Aragón y Valencia- se alejaron del uso de esclavos como trabajadores de campo o en cuadrillas de trabajo, y no presionaban los esclavos para el servicio militar. Los esclavos tendían a ser de propiedad individual en lugar de en grandes grupos. Parece que haya habido muchas más mujeres que hombres esclavos, y que las utilizaban con mayor frecuencia en el servicio doméstico. En este sentido, las instituciones de esclavos en Aragón, sobre todo, se parecían mucho a los de otros reinos cristianos del Mediterráneo en Francia e Italia.
A los reinos de León y Castilla, la esclavitud continuó el modelo visigótico más de cerca que en los reinos del litoral. Los esclavos en León y Castilla eran más propensos a ser empleados como trabajadores de campo, suplantando la mano de obra libre para sostener una sociedad aristocrática rural. Estas tendencias de las poblaciones de esclavos y su uso cambiaron a propósito de la peste en 1348, lo que aumentó significativamente la necesidad de esclavos en todo el territorio de la península.
Los cristianos no fueron los únicos propietarios de esclavos en la Iberia cristiana. Tanto judíos como musulmanes que vivían bajo dominio cristiano poseían esclavos de propiedad, aunque más comúnmente en Aragón y Valencia que en Castilla. Después de la conquista de Valencia en 1245, el Reino de Aragón prohibió la posesión de esclavos cristianos por judíos, aunque todavía se les permitió tener esclavos musulmanes o paganos. El papel principal de los judíos ibéricos en el comercio de esclavos llegó como facilitación: actuaron como intermediarios y agentes de transferencia entre los reinos cristianos y musulmanes de esclavos.
Este papel causó un cierto grado de temor entre las poblaciones cristianas. Una carta del papa Gregorio XI al obispo de Córdoba en 1239, se refería a los rumores de que los judíos estaban involucrados en el secuestro y venta de mujeres y niños cristianos como esclavos, mientras que sus maridos estaban ausentes luchando contra los musulmanes. A pesar de estas preocupaciones, la función principal de los comerciantes de esclavos judíos consistía en facilitar el intercambio de prisioneros entre musulmanes y gobernantes cristianos, uno de los temas principales de la conexión económica y política entre cristianos y musulmanes de la península ibérica.
Los reinos cristianos de Iberia negociaron con frecuencia a sus cautivos musulmanes al otro lado de la frontera para el pago en dinero o en especie. De hecho, el historiador James Broadman escribe que este tipo de negociación ofreció la mejor oportunidad a los cautivos y esclavos para recuperar su libertad. La venta de cautivos musulmanes, ya sea de vuelta a los estados del sur islámicos o para los corredores de esclavos de terceros, suministró uno de los medios con los que Aragón y Castilla financiaron la Reconquista. Con las batallas y asedios lograron un gran número de cautivos; después del asedio de Almería en 1147, las fuentes informan que Alfonso VII de León envió casi 10.000 mujeres y niños musulmanes a Génova para ser vendidos como esclavos, como reembolso parcial de la ayuda de los genoveses en la campaña.
Entre 1489 y 1497 casi 2.100 esclavos negros fueron enviados desde Portugal a Valencia. A finales del siglo XV, España tenía la población más grande de negros africanos en Europa, con una pequeña pero creciente comunidad de negros ex esclavos. A mediados del siglo XVI España importó hasta dos mil negros esclavos africanos anualmente a través de Portugal, y en 1565 la mayor parte de los 6.327 esclavos de Sevilla -de una población total de 85.538- eran africanos negros.

### Esclavos eclesiásticos y regios
Se encuentran también algunas otras divisiones entre la esclavitud, por ejemplo hay que separar a los esclavos regios y a los eclesiásticos como una clase superior dentro del propio mundo esclavista. Los esclavos de la Iglesia era un grupo aún más heterogéneo dentro del mundo de la esclavitud visigoda. Destacaban por ser muy numerosos, repartiéndose por las grandes iglesias, catedrales y monasterios. Se les conocía como servi ecclesiae y trabajaban las propiedades agrícolas de la Iglesia, por lo que eran indispensables a la hora de mantener la producción de ese patrimonio. Eran muy respetados, pero no tanto como los anteriores, y no era una situación deseada, pues al ser propiedad de la Iglesia la ley prohibía que pudiesen ser enajenados de ninguna manera, por lo que lograr la libertad era imposible para ellos: los libertos eclesiásticos no ganaban nada respecto de su posición anterior a efectos prácticos.

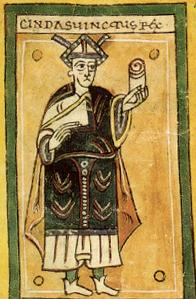
El rey Chindasvinto promulgó varias leyes sobre los esclavos.

Los esclavos del rey o del Tesoro podían ejercer cargos palaciegos, desde mozos de cuadras hasta mayordomos, e incluso algunos podían poseer tierras y esclavos propios. También dependían de un amo, pero al ser el rey contaban con una serie de prebendas respecto del resto, como que al ser citados como testigos por un tribunal no podían ser sometidos a tortura —práctica muy habitual, según los estudios sobre derecho visigodo— y debían ser tratados con respeto por toda la sociedad. Las manumisiones de los esclavos eran efectuadas por sus dueños, pero los esclavos reales podían ser liberados por los agentes de las propiedades, aunque desde Chindasvinto se exigió la firma del rey para ello. También con este rey se decidió que los esclavos del Tesoro podrían prestar testimonio en los tribunales sin ser torturados. No obstante, Chindasvinto estableció para los otros esclavos que únicamente podían ser torturados si el acusado se obligaba a entregar al dueño del esclavo acusado otro esclavo de igual valor si el primero resultaba ser inocente, moría en las sesiones de tortura o resultaba dañado irreversiblemente. Los esclavos no podían demandar a los hombres libres, pero Chindasvinto lo autorizó si el dueño estaba alejado más de setenta kilómetros, aunque en ningún caso podía demandar a su propio dueño.

## Esclavitud en Rumanía

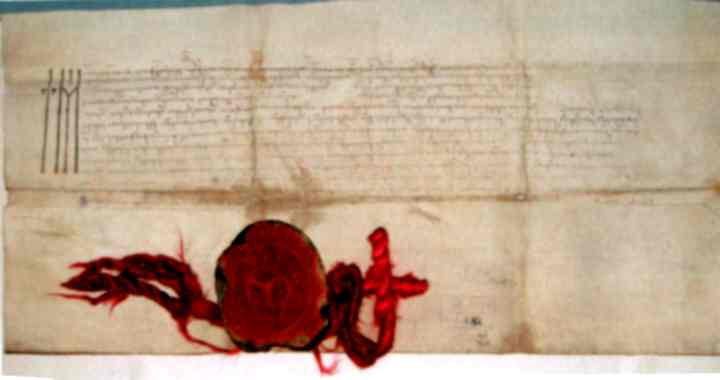
Una escritura de donación mediante la cual Esteban III de Moldavia (1433-1504) regala un número de «sălaşe» (esclavos) gitanos al obispado de Rădăuţi.

La esclavitud existía en el territorio de la actual Rumanía desde antes de la fundación de los principados de  Valaquia y Moldavia en los siglos XIII y XIV, hasta que fue abolida en varias etapas durante los años 1840 y 1850. La mayoría de los esclavos eran de etnia gitana. En Moldavia también había esclavos del etnia de los tártaros, probablemente prisioneros capturados de las guerras sostenidas con los nogayos y los tártaros de Crimea.
No se conoce el origen exacto de la esclavitud en los Principados del Danubio. Existe un cierto debate sobre si el pueblo gitano llegó a los principados de Valaquia y de Moldavia como hombres libres o como esclavos. En el Imperio bizantino, eran esclavos del estado y parece que esta era la misma situación en Bulgaria y Serbia hasta que su organización social fue destruida por la conquista otomana, lo que sugiere que vinieron como esclavos y que tener un cambio de «propiedad».
El historiador Nicolae Iorga asoció la llegada del pueblo gitano con la invasión mongola de Europa en 1241 y consideró su esclavitud como un vestigio de la época, los rumanos tomaron los gitanos de los mongoles como esclavos y preservaron su estado. Otros historiadores consideran que fueron esclavizados cuando fueron capturados durante las batallas contra los tártaros. La práctica de esclavizar a los prisioneros también puede haber sido tomada de los mongoles. Se desconoce la identidad étnica de los «esclavos tártaros», podrían haber sido capturados por los tártaros de la Horda de Oro, de los cumanos, o los esclavos de los tártaros y los cumanos.
Aunque es posible que algunas personas gitanas fueran esclavos o tropas auxiliares de los mongoles o tártaros, la mayor parte de ellos procedían del sur del Danubio a finales del siglo XIV, algún tiempo después de la fundación de Valaquia. Entonces, la institución de la esclavitud ya se había establecido en Moldavia y, posiblemente, en ambos principados, pero la llegada de los gitanos hizo de la esclavitud una práctica generalizada. Los esclavos tártaros, menores en número, finalmente se fusionaron con la población gitana.

## Esclavitud en Oriente Próximo medieval
El Oriente Próximo medieval incluye la actual Turquía, Mediterráneo y Egipto, con fuertes conexiones con el resto de la costa norte del África. Todas estas áreas fueron gobernadas por los bizantinos o los persas al principio de la Antigüedad tardía. Las instituciones preexistentes de esclavitud bizantinas, es decir romanas, y persas pudieron haber influido en el desarrollo de las normas de la esclavitud en la ley islámica y su jurisprudencia. Asimismo, algunos estudiosos han defendido la influencia de la tradición rabínica en el desarrollo del pensamiento jurídico islámico.
Cualquiera que sea la relación entre estas diferentes tradiciones jurídicas, existen muchas similitudes entre la práctica de la esclavitud islámica en la Edad Media y las prácticas de los primeros bizantinos medievales y los europeos occidentales. El estado de los esclavos liberados bajo dominio islámico, que tuvieron que seguir sirviendo a sus antiguos dueños, tiene una fuerte similitud con las antiguas instituciones romanas y griegas. Sin embargo, la práctica de la esclavitud en la Alta Edad Media de Oriente Próximo también surgió de las prácticas de esclavitud por economía entre los árabes pre islamitas.
Al igual que el Antiguo y Nuevo Testamento y los derechos griego y romano, el Corán tiene la institución de la esclavitud por hecho, aunque insta bondad para con los esclavos y la eventual manumisión, especialmente para los esclavos que se conviertan el Islam. En la Edad Media, muchos esclavos en la sociedad islámica únicamente sirvieron por un corto periodo de tiempo, tal vez una media de siete años. Al igual que sus homólogos europeos, los primeros comerciantes de esclavos islámicos medievales preferían esclavos que no fueras co religionaris y por tanto se centraron en paganos del interior de Asia, Europa, y especialmente del África subsahariana. La práctica de la manumisión, pudo haber contribuido a la integración de los antiguos esclavos en la sociedad en general. Sin embargo, bajo la ley Sharia, la conversión al islam no requirió la manumisión.
Los esclavos fueron utilizados en trabajos pesados, así como en contextos domésticos. Debido a la sanción coránica del concubinato, los primeros comerciantes islámicos, por contraste con los comerciantes de esclavos bizantinos y sus principios, no importaron un gran número de esclavas. Los estados islámicos más antiguos no crearon cuerpos de soldados esclavos -una práctica conocida desde contextos posteriores-, pero se integraban a los libertos en ejércitos, que pudieron haber contribuido a la extensión rápida de la conquista islámica. En el siglo IX, el uso de esclavos en los ejércitos islámicos, en particular los turcos en las unidades de caballería y los africanos en las unidades de infantería, fue una práctica común.
En Egipto, Ahmad ibn Tulun importó miles de esclavos negros para luchar por la independencia del califato abasí en el Irak el 868. La Dinastía ijshidí utilizó unidades de esclavos negros para liberarse del dominio abasí después que los abasíes destruyeran el imperio autónomo de Ibn Tulun el 935. Los soldados profesionales negros fueron los más asociados con el califato fatimí, que incorporó más que las dos dinastías anteriores. Fueron los fatimidas quienes primero incorporaron esclavos negros como soldados profesionales en la caballería, pese a la oposición masiva de los mamelucos turcos de Asia Central, que vieron al contingente africano como una amenaza en su papel como la unidad militar principal en el ejército egipcio.
En la segunda mitad de la Edad Media, la expansión del dominio islámico hacia el Mediterráneo, el golfo Pérsico, y la península arábiga estableció el comercio de esclavos subsahariano y el océano Índico. Esta red fue un gran mercado para los esclavos africanos, transportando aproximadamente cuatro millones de esclavos africanos desde inicios del siglo VII hasta su desaparición en el siglo XX. Irónicamente, la consolidación de las fronteras en Oriente Próximo islámico cambió la cara de la trata de esclavos. Un código islámico rígido y el tributo sobre capturas, favoreció la compra de esclavos. También las fuentes de esclavos pasaron de la Creciente Fértil, el Asia Central a Indochina y al imperio bizantino.
Los tipos de preferencia por los esclavos al Oriente Próximo, así como los patrones de uso, continuaron hasta finales de la Edad Media,  con ligeros cambios. Los esclavos fueron utilizados en muchas actividades, como en agricultura, industria, militar, y el trabajo doméstico. Las mujeres fueron priorizadas sobre los hombres, y por regla general servían en el ámbito doméstico como criadas, concubinas o esposas. Los esclavos domésticos y los del comercio tenían, en su mayoría, mejores condiciones que los que se colocaban en trabajos del campo, ya que los domésticos podían convertirse en miembros de la familia o compañeros de trabajo en lugar de condenados a una vida agotadora como una cadena de presos. Hay referencias de grupos de esclavos africanos, que se pusieron a trabajar en proyectos de drenaje en Irak, en la sal y las minas de oro en el Sahara, o las plantaciones de azúcar y algodón en el norte de África y España. Las referencias de último tipo de esclavitud son raras. Los eunucos, curiosamente, fueron el tipo más apreciado de esclavo.

## Esclavitud al imperio otomano

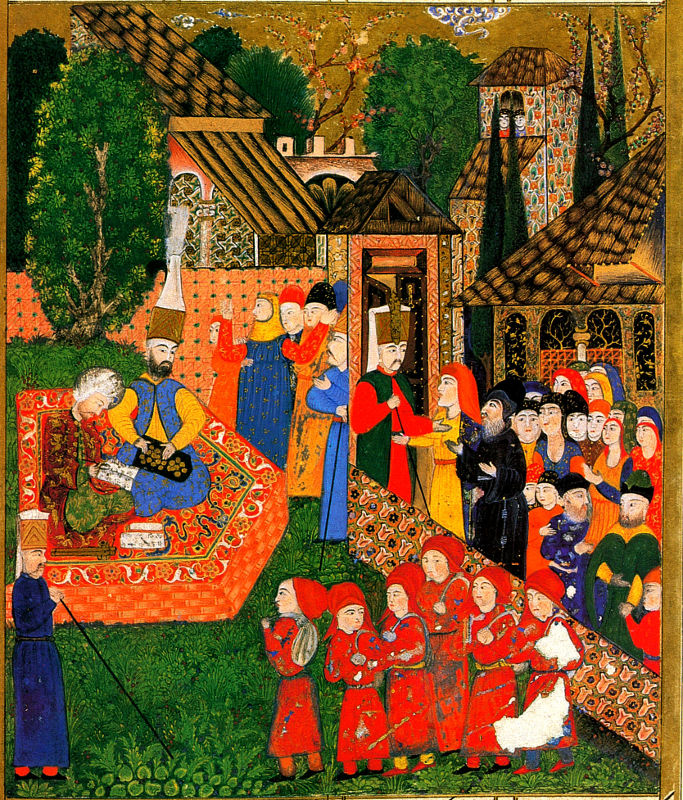
Una pintura otomana de niños de los Balcanes cautivos como soldados-esclavos (Devşirme).

La esclavitud era una parte importante de la sociedad otomana. Las guerras otomano-bizantinas y las guerras otomanas en Europa aportaron un gran número de esclavos cristianos al imperio otomano. A mediados del siglo XIV, Murad I construyó su propio ejército con esclavos llamado Kapıkulu. La nueva fuerza se basó en el derecho del sultán a una quinta parte del botín de guerra, que se interpretó para incluir prisioneros hechos en batalla. Los esclavos cautivos fueron convertidos al Islam y entrenados en el servicio personal del sultán.
El devşirme (traducido como «impuesto de sangre" o "colección de niños»), los jóvenes cristianos de Anatolia y los Balcanes fueron sacados de sus hogares y familias, se convirtieron al islam y fueron alistados en clases especiales para soldados del ejército otomano. Estas clases fueron nombradas jenízaros, la rama más famosa de los ejércitos del kapikulu. Los jenízaros, con el tiempo, se convirtieron en un factor decisivo en las conquistas militares otomanas en Europa.
La mayor parte de los comandantes militares de las fuerzas otomanas, los administradores imperiales y los gobernantes de facto del imperio otomano, como Pargalı İbrahim Paşa y Sokollu Mehmet Bajá, fueron reclutados de este modo. En el año 1609 las fuerzas militares kapikulu del sultán aumentaron cerca 100.000 hombres.
Las concubinas del sultán otomano consistían principalmente en esclavas compradas. Porque la ley islámica prohibió a los musulmanes esclavizar otros musulmanes, las concubinas del sultán eran en general de origen cristiano. La madre de un sultán, aunque técnicamente era una esclava, recibió el título poderoso de Valide sultan , ya veces se convirtió en gobernante efectiva del imperio. Un ejemplo notable fue Kösem Sultan, hija de un sacerdote cristiano griego, que dominó el imperio Otomano durante las primeras décadas del siglo XVII. Otro ejemplo notable fue Roxelana, la esposa favorita de Solimán el Magnífico y la madre del también ultán Selim II.

## Esclavitud en Polonia

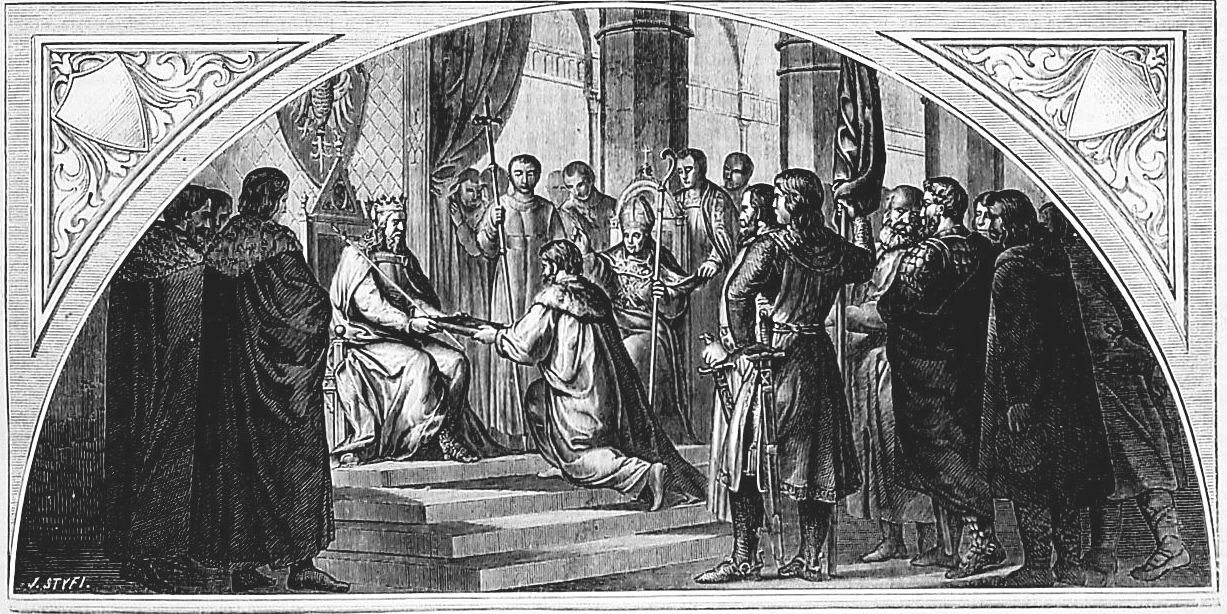
Representación de la firma de los Estatutos de Casimiro el Grande.

La institución de la esclavitud tal como se practicaba en los territorios polacos durante la Edad Media desempeñó un papel económico o cultural menos importante que en el imperio romano. Existió en el reino de Polonia durante los tiempos de la dinastía Piast; de hecho, un número de esclavos que aumentó significativamente con el establecimiento del estado polaco, ya que la mayoría de los esclavos eran propiedad del rey.
El esclavo (en polaco: niewolni) procedía principalmente de las filas de los prisioneros de guerra. Algunas personas podían convertirse en esclavos debido a su incapacidad para pagar sus deudas, y fue utilizada, de vez en cuando, la esclavitud, en lugar de una sentencia de muerte. Los niños de esclavos también pertenecían a esta clase social y sus propietarios eran el rey, o caballeros de la corte. La propiedad del rey se organizó en unidades de decenas y centenas.
De acuerdo con Samuel Augustus Mitchell, las personas no libres fueron emancipadas en Polonia en 1347 bajo los Estatutos de Casimiro III emitidos en Wiślica, aunque hay indicios de que alguna forma de esclavitud, en la práctica y la ley, continuó al menos hasta el final del siglo XIV. A lo largo de la historia feudal restante de Polonia, sobre todo en la confederación de Polonia y Lituania, gran parte del campesinado estaba sujeta a la servidumbre, muy parecido a la esclavitud.

## Esclavitud en Rusia

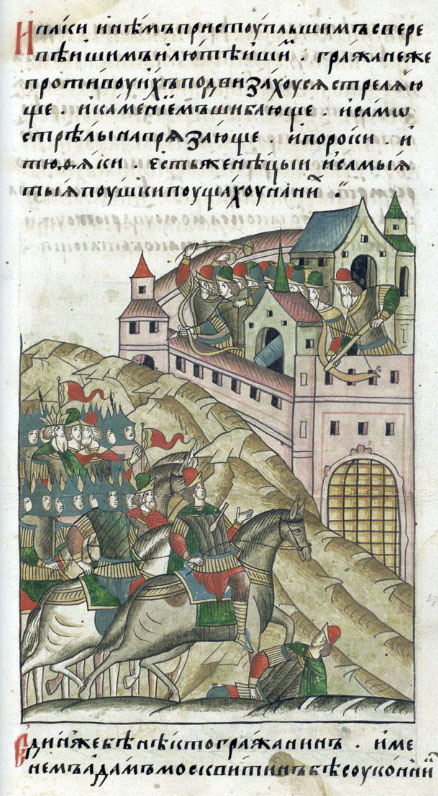
Toqtamish y los ejércitos de la Horda de Oro frente a Moscú en 1382.

En la Rus de Kiev y Rusia los esclavos se llamaban en general холоп. Un propietario de un esclavo tenía un poder ilimitado sobre su vida: podía matarlo, venderlo, o utilizar como pago de una deuda. El dueño, era el responsable ante la ley de las acciones de su esclavo. Una persona podía convertirse en esclavo como resultado de su captura, la venta de sí mismo, por sus deudas o delitos, o por matrimonio con un esclavo. Hasta finales del siglo X, representaron una mayoría entre los sirvientes que trabajaban las tierras señoriales. En el siglo XI, la esclavitud en Rusia consistía sobre todo de los que se vendían como esclavos a causa de su pobreza.
Trabajaban principalmente como servicio doméstico, entre las familias más ricas, y normalmente producían menos de lo que consumían. La ley prohibía la liberación de los esclavos para evitar alimentarlos en tiempo de hambre, y los esclavos permanecían, en general, con la familia durante mucho tiempo; Domostrói, un libro de consejos, habla de la necesidad de escoger esclavos de buen carácter y proveerlos de manera adecuada. La esclavitud continuó siendo una institución importante en Rusia hasta el 1723, cuando Pedro I de Rusia convirtió los esclavos domésticos en siervos. Los esclavos agrícolas rusos se convirtieron formalmente en siervos a comienzos del 1679.
El año 1382 la Horda de Oro bajo el khan Toqtamish saqueó Moscú, quemando la ciudad y llevándose a miles de habitantes como esclavos. Durante años, el kanatos de Kazan y de Astracán hicieron periódicamente incursiones en principados rusos para cautivar esclavos y saquear las ciudades. Las crónicas rusas documentan sobre unas cuarenta incursiones de Kazan Khan en los territorios rusos durante la primera mitad del siglo XVI. En 1521, las fuerzas combinadas del Kanato de Crimea del khan Mehmed I Giray y sus aliados de Kazan atacaron Moscú y capturaron miles de esclavos. Alrededor de treinta grandes incursiones tártaras se registraron en territorios moscovitas entre 1558 y 1596. En 1571, los tártaros de Crimea atacaron y saquearon Moscú, quemando todo menos el Kremlin y llevándose miles de cautivos como esclavos. En Crimea, aproximadamente el 75% de la población consistía en esclavos.

## Esclavitud en Escandinavia
Las leyes de los siglos XII y XIII describen la situación jurídica de dos categorías de esclavos. En correspondencia con el código noruego de Gulating (circa 1160), los esclavos del país no podían, a diferencia de los esclavos extranjeros, ser vendidos fuera del país. Esta y otras leyes definían los esclavos como propiedad de su dueño, al mismo nivel que el ganado. También se describe un procedimiento para dar a un esclavo su libertad. Un esclavo liberado no tiene plena capacidad jurídica; por ejemplo, el castigo por matar a un antiguo esclavo era bajo. El hijo de un antiguo esclavo también tenía un estatus inferior, pero más alto que el de sus padres. Hasta la segunda generación (hijos de liberados) no se conseguía el grado de hombre libre. El código de la ley noruega de 1274, Landslov («La ley de la tierra»), no menciona esclavos, sino antiguos esclavos. Por lo tanto, parece que la esclavitud fue abolida en Noruega por este tiempo. En Suecia, la esclavitud fue suprimida en 1343.

## Esclavitud en las islas británicas
El Gales medieval británico, de Irlanda y de Escocia estaban entre las últimas zonas de la Europa cristiana para renunciar a su institución de la esclavitud. Bajo la costumbre gaélica, los prisioneros de guerra se tuvieron de forma rutinaria como esclavos. Durante el periodo en el que la esclavitud estaba desapareciendo en la mayor parte de Europa occidental, estaba alcanzando su punto más alto en las islas británicas: con las invasiones de vikingos y la posterior guerra entre los escandinavos y los nativos, el número de cautivos como esclavos aumentaron drásticamente. La Iglesia irlandesa se opuso con vehemencia a la esclavitud y culpó a la Invasión cambro-normanda de Irlanda de 1169 con el castigo divino por esta práctica, junto con la aceptación local de la poligamia y el divorcio. El historiador John Gillingham opinó que alrededor del 1200, la esclavitud en las islas británicas era inexistente.

## Servidumbre - esclavitud
Al considerar como la servidumbre se desarrolló a partir del esclavitud, los historiadores que investigan la línea entre la esclavitud y la servidumbre encuentran varios temas diferentes en la historiografía y la metodología. Algunos historiadores creen que la esclavitud se transformó en la servidumbre -una visión que ha existido durante los últimos 200 años-, aunque hay acuerdo entre ellos sobre la rapidez de esta transición. Pierre Bonnassie, un historiador medieval, pensó que la esclavitud del mundo antiguo dejó de existir en la Europa del siglo X y fue seguida por la servidumbre feudal. Jean-Pierre Devroey piensa que el paso de la esclavitud a la servidumbre fue gradual en algunas partes del continente. Otras áreas, sin embargo, no tenían lo que él nombra «la servidumbre de estilo occidental» tras el fin de la esclavitud, como pasaba en las áreas rurales del Imperio bizantino, Islandia y Escandinavia.
En términos generales, en cuanto a cómo los esclavos se diferenciaban de los siervos, los fundamentos de la esclavitud y la servidumbre son debatidos también. Dominique Barthélemy, entre otros, ha puesto en duda las premisas para distinguir claramente la servidumbre de la esclavitud, con el argumento de que una clasificación binaria enmascara los numerosos matices de la servidumbre. De particular interés para los historiadores es el papel de la servitud y la esclavitud en el estado, y las implicaciones que tienen tanto para el uno como para el otro. Algunos piensan que la esclavitud fue la exclusión de las personas de la esfera pública y sus instituciones, mientras que la servidumbre era una forma compleja de dependencia que por regla general carecía de base codificada en el sistema legal. Wendy Davies sostiene que los siervos, como los esclavos, también quedaron excluidos del sistema judicial público y que los asuntos judiciales fueron tratados en los tribunales privados de sus respectivos señores.
A pesar del desacuerdo académico, es posible reconstruir una imagen general de la esclavitud y la servidumbre. Los esclavos normalmente no poseían ninguna propiedad, y eran, de hecho, ellos mismos propiedad de sus dueños, trabajaban a tiempo completo para sus dueños y bajo una estructura negativa de incentivos; en otras palabras, la falta de trabajo dio como resultado el castigo físico. Los siervos, en cambio, tenían parcelas de terreno, que era esencialmente una forma de «pago» que el señor ofrecía a cambio del trabajo del siervo, estos trabajaban a tiempo parcial para los dueños y otra parte de su tiempo para sí mismos y tuvieron oportunidades para acumular riqueza personal que a menudo no existió nunca para el esclavo.
Los esclavos eran en general importados de países o continentes extranjeros, trasladados a Europa a través del comercio de esclavos. Los siervos eran indígenas europeos y no estaban sujetos a los mismos movimientos involuntarios como los esclavos, trabajaban en unidades familiares, mientras que el concepto de familia fue en general más oscuro para los esclavos.  En un momento dado, la familia de un esclavo podría ser destruida mediante el comercio de esclavos, y los dueños a menudo utilizaban esta amenaza para obligar al comportamiento de obediencia del esclavo.
El final de la servidumbre también es objeto de debate, Georges Duby señala el principio del siglo XII como un punto final aproximado «de la servidumbre en el sentido estricto del término». Otros historiadores cuestionan esta afirmación, citando las discusiones y la mención de la servidumbre como una institución en fechas posteriores -como en el siglo XIII en Inglaterra, o en Europa Central, donde el aumento de la servidumbre coincidió con el declive de Europa Occidental-. Existen varios métodos para conseguir un espacio de tiempo para la transición, y la lexicografía es uno de esos métodos. Supuestamente hay un claro cambio en la dicción al hacer referencia a los que eran esclavos o siervos aproximadamente hacia el año 1000, aunque no hay un consenso sobre lo importante que fue este cambio, o si existió.
Además, los numismáticos iluminan sobre la disminución de la servidumbre. Hay una teoría generalizada de que la introducción de la moneda aceleró el declive de la servidumbre porque era preferible pagar por el trabajo en lugar de depender de las obligaciones feudales. Algunos historiadores sostienen que los propietarios comenzaron a vender sus tierras a sus siervos y por tanto, su libertad, durante los períodos de inflación económica en toda Europa. Otros historiadores sostienen que el fin de la esclavitud vino de la realeza, que dio la libertad a través de edictos y la legislación en un intento de ampliar su base fiscal.
La ausencia de la servidumbre en algunas partes de la Europa medieval plantea varias preguntas. Devroey piensa que es porque la esclavitud no nació de las estructuras económicas de estas áreas, sino que fue más bien una práctica social. Heinrich Fichtenau señala que en Europa central, no había un mercado de trabajo lo suficientemente fuerte como para que la esclavitud se convirtiera en una necesidad.

## Justificaciones de la esclavitud
A finales del imperio romano, la actitud oficial hacia la esclavitud fue ambivalente. De acuerdo con código legal de Justiniano I, la esclavitud se definió como «una institución de acuerdo con la ley de las naciones mediante la cual una persona cae bajo los derechos de propiedad de otro, en contra de la naturaleza».
Justificaciones de la esclavitud en todo el periodo medieval fueron dominados por la percepción de las diferencias religiosas. Los esclavos eran a menudo personas ajenas, tomadas en la guerra. Por tanto, el pensamiento hebreo e islámico que tuvo del esclavo fue de un «enemigo interno». En la tradición cristiana, paganos y herejes fueron considerados enemigos de la fe de manera similar que podían ser justamente esclavizados. En teoría, los esclavos que se convirtieron podían emprender el camino a la libertad, pero las prácticas eran incompatibles: los propietarios no estaban obligados a la manumisión y la práctica de bautizar los esclavos fue desalentada. La esclavización de los co religionaris fue desanimada, incluso prohibida, para los cristianos, judíos y musulmanes por igual. En consecuencia los paganos del norte de Europa y los negros africanos eran un objetivo para los tres grupos religiosos. La diferencia étnica y religiosa se combinó en la justificación de la esclavitud.
Una importante justificación cristiana para el uso de la esclavitud, especialmente contra las personas de piel oscura, fue la maldición de Cam. La maldición de Cam se refiere a la parábola bíblica (Génesis 9: 20-27) en el que Cam, hijo de Noé, peca viendo su padre ebrio y desnudo, aunque los estudiosos difieren en la naturaleza exacta de la transgresión de Cam. Noé maldice al propio Cam y sus descendientes, y ser un «siervo de los siervos a sus hermanos». Aunque la raza o el color de la piel no se menciona, muchos eruditos judíos, cristianos y musulmanes interpretaron el pasaje como una maldición de la esclavitud y la piel negra, en un intento de justificar la esclavización de las personas de color, específicamente las de ascendencia africana.
En el período medieval, también fue utilizado por algunos cristianos como justificación de la servidumbre. Fuentes musulmanas del siglo VII aluden a la maldición de Cam, ganando relevancia, como un mito para justificar la esclavización de los africanos en el mundo islámico. La aparente discrepancia entre la noción de la libertad humana fundada en la ley natural y el reconocimiento de la esclavitud por el derecho canónico se resolvió mediante un «compromiso» legal: la esclavitud era permisible dada una causa justa, que podría ser definida por la autoridad papal. Se creía que el estado de esclavitud estaba estrechamente ligado al pecado original.
A mediados del siglo XI, la iglesia católica, en particular el papado, tomó un papel activo en la oferta de justificaciones para la esclavización de los sarracenos, paganos, africanos, y otros «infieles». Al 1452, una bula titulada Dum Diversas autorizó el rey Alfonso V de Portugal a esclavizar cualquier «sarraceno o pagano que se encontrara». El papa Nicolás V, reconoció la acción militar de Alfonso como legítima en la forma de la bula papal, y declaró:

... poder total y libre, mediante la autoridad apostólica para el presente, para invadir, conquistar, luchar, someter a los sarracenos y paganos, y otros infieles y otros enemigos de Cristo, y ... para guiar las sus personas en perpetua servidumbre ...	»
- Papa Nicolás V (1452) Dum Diversas

En otra bula escrita en 1455 titulada Romanus Pontifex, el papa Nicolás V reiteró su apoyo a la esclavitud de los infieles en el contexto de monopolio de Portugal en las rutas comerciales del norte de África.
Historiadores como Timothy Rayborn han afirmado que las justificaciones religiosas servían para enmascarar o camuflar las necesidades económicas subyacentes a la institución de la esclavitud.